# Маркезана (Месина)
Маркезана је насеље у Италији у округу Месина, региону Сицилија.
Према процени из 2011. у насељу је живело 495 становника. Насеље се налази на надморској висини од 6 м.